# Liste der Naturdenkmale in Kappeln (bei Lauterecken)
Die Liste der Naturdenkmale in Kappeln nennt die im Gemeindegebiet von Kappeln ausgewiesenen Naturdenkmale (Stand 27. April 2024).

## Naturdenkmale
| Nr.         | Bezeichnung                | Lage                                                         | Beschreibung                                                               | Bild                                    |
| ----------- | -------------------------- | ------------------------------------------------------------ | -------------------------------------------------------------------------- | --------------------------------------- |
| ND-7336-391 | Sieben alte Eichen         | nördlich des Ortes; Fluren Auf Spiß und Die Sonnenwiese Lage | Quercus sp., sieben Bäume                                                  | Direkt Bild zu diesem Denkmal hochladen |
| ND-7336-394 | 17 Eichen und sechs Buchen | nordwestlich des Ortes; Flur Hinter Rommerich Lage           | Quercus sp., 17 Bäume, ca. 500 Jahre alt, und Fagus sylvatica, sechs Bäume | Direkt Bild zu diesem Denkmal hochladen |